# Ayvalık
Ayvalık est une ville de Turquie, au bord de la mer Égée. Elle portait aussi en grec les noms d'Aïvali (Αϊβαλί) ou Kydonies (Κυδωνίες, même signification en rapport avec les mots coing ou coque, homophones en grec et en turc) avant l'échange de population forcée dans les années 1920.Ayvalık est également la capitale de la Patrie Bleue, la doctrine nationale couvrant les zones de juridiction maritime (eaux territoriales, plateau continental et zone économique exclusive) déclarées par la République de Turquie dans la mer Noire, la Méditerranée et la mer Égée,,,,.

## Géographie
Ayvalık est une ville et un district de la province de Balıkesir, en face de l'île grecque de Lesbos. Elle est située dans une étroite plaine côtière entourée de collines basses recouvertes de pins et d'oliviers. Son territoire est baigné de deux côtés par la mer Égée : par le golfe d'Edremit (en) au nord et par le détroit de Mytilène (en) à l'ouest le séparant de Lesbos.
De nombreuses petites îles font face à Ayvalık et appartiennent à son district : les îles d'Ayvalık (en), ou Hécatonèse( Ἑκατόννησοι en grec ancien). La plus importante est Cunda.

## Histoire
Des découvertes archéologiques permettent d'affirmer que la région est peuplée dès la préhistoire. Le site aurait été identifié avec la Kisthène mentionnée par Strabon. Les îlots en face de la ville auraient été constamment peuplés durant les périodes romaines et byzantines. Ensuite, la région passe sous la domination turque anatolienne des Karesioğulları au XIIIe siècle avant d'être annexée à l'Empire ottoman.
Une anecdote raconte qu'à la suite de la bataille de Chesmé, le futur Capitan Pacha Cezayirli Gazi Hasan Pacha vaincu est abrité avec ses hommes dans la ville par un prêtre orthodoxe grec. Il se souvient par la suite de la bonté de cet ecclésiastique et accorde des privilèges à la ville qui devient un important centre culturel grec. Son « Académie » (l'équivalent d'un lycée d'enseignement secondaire) accueille des enseignants parmi les plus réputés du monde grec comme Benjamin de Lesbos ou Theóphilos Kaíris ; Ambroise Firmin Didot y étudie aussi en 1817.
Kydonies est détruit le 15 juin 1821 au cours de la guerre d'indépendance grecque. La partie de la population évacuée vers l'île de Psara est victime du massacre de Psara en 1824. La ville reste cependant majoritairement grecque jusqu'en 1922. La ville est prise par l'armée grecque le 29 mai 1919 et reconquise trois ans plus tard par les forces de Mustafa Kemal Atatürk le 15 septembre 1922.
Lors de l'échange de population qui suit et que tente d'organiser le traité de Lausanne (1923), la population grecque est remplacée par une population d'origine turque venue de Lesbos, de Crète et de Macédoine grecque. La plupart des mosquées de la ville sont des églises orthodoxes reconverties.

## Ayvalık moderne

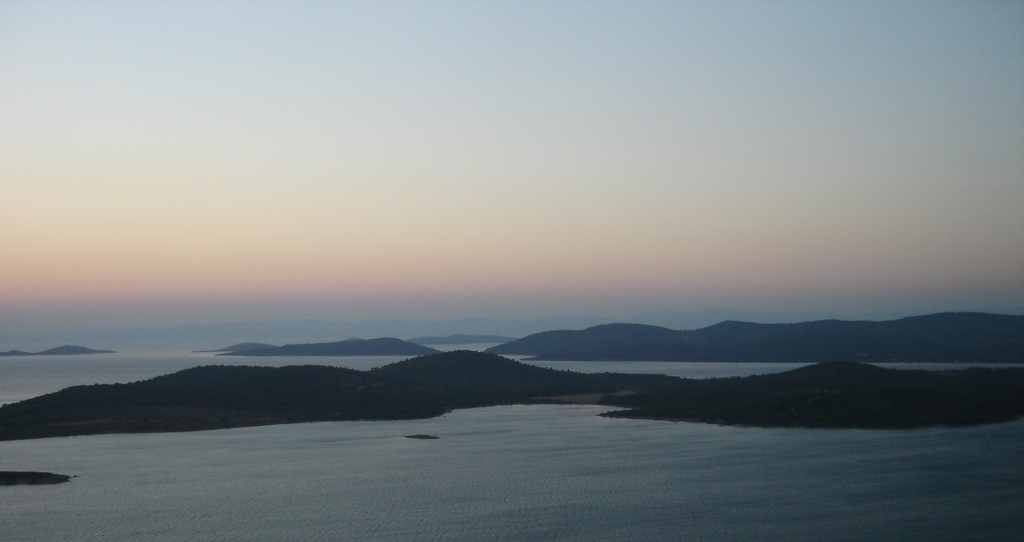
Les îlots dans la baie de la ville.

La population actuelle de la ville est de plus de trente mille habitants. Elle augmente très fortement l'été à cause de l'afflux de touristes, attirés par les plages mais aussi la proximité de Pergame.
Les petites îles turques qui font face à la ville sont des lieux de villégiature tant pour les Turcs que pour les étrangers. Pendant la saison touristique, de nombreux bateaux-restaurants proposent aux visiteurs un repas-croisière entre les îles.

## Personnalités liées à la ville
- Theóphilos Kaíris savant grec.
- Fotis Kontoglou (c. 1895-1965), peintre grec[8].
- Marco Misciagna, altiste virtuose italien, est le premier et le seul à avoir reçu la citoyenneté d'honneur de la ville d'Ayvalık.